# Pentagon-Denkmal
Das Pentagon-Denkmal (Pentagon Memorial) ist eine Gedenkstätte in Arlington County, Vereinigte Staaten. Sie ist den 184 Personen gewidmet, die bei den Anschlägen am 11. September 2001 im Pentagon und auf dem American-Airlines-Flug 77 ums Leben kamen.

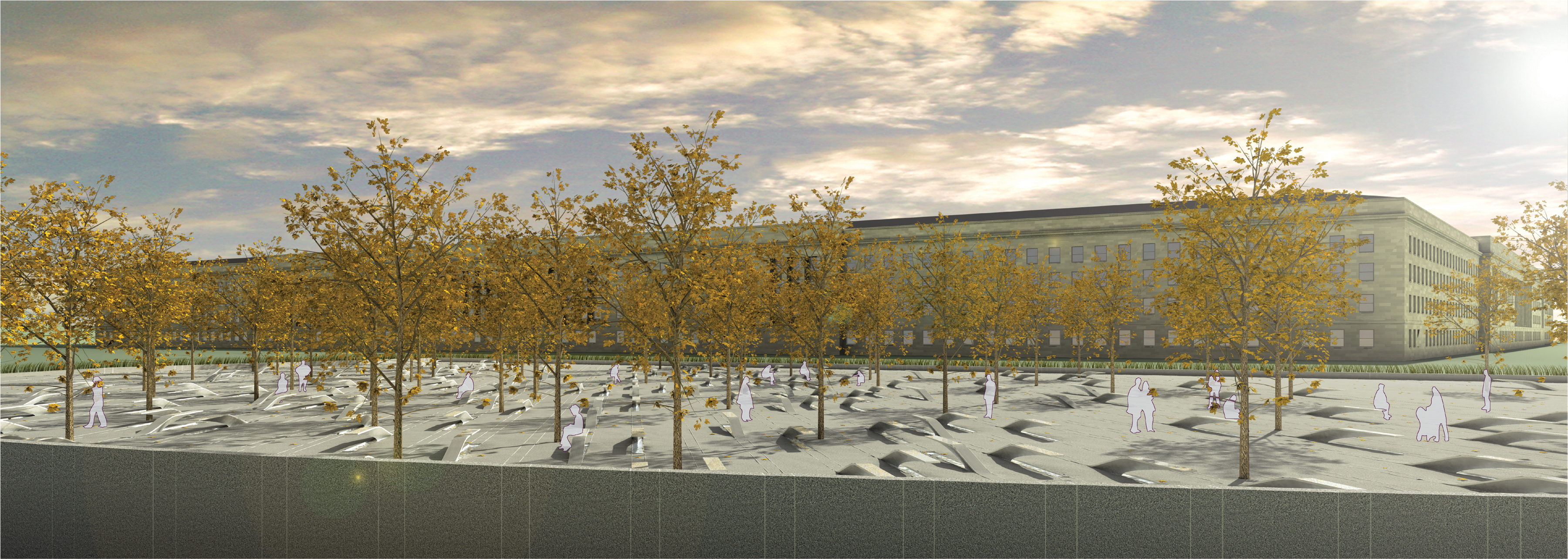
Designplan des Pentagon-Denkmals

## Anlage
Der Entwurf zu der Anlage stammt von Julie Beckman und Keith Kaseman, Mitarbeitern des Architekturbüros Kaseman Beckman Advanced Strategies. Die Gedenkstätte wurde vor der Stelle platziert, an der das Flugzeug am 11. September 2001 in das Gebäude des Pentagon einschlug.

## Geschichte

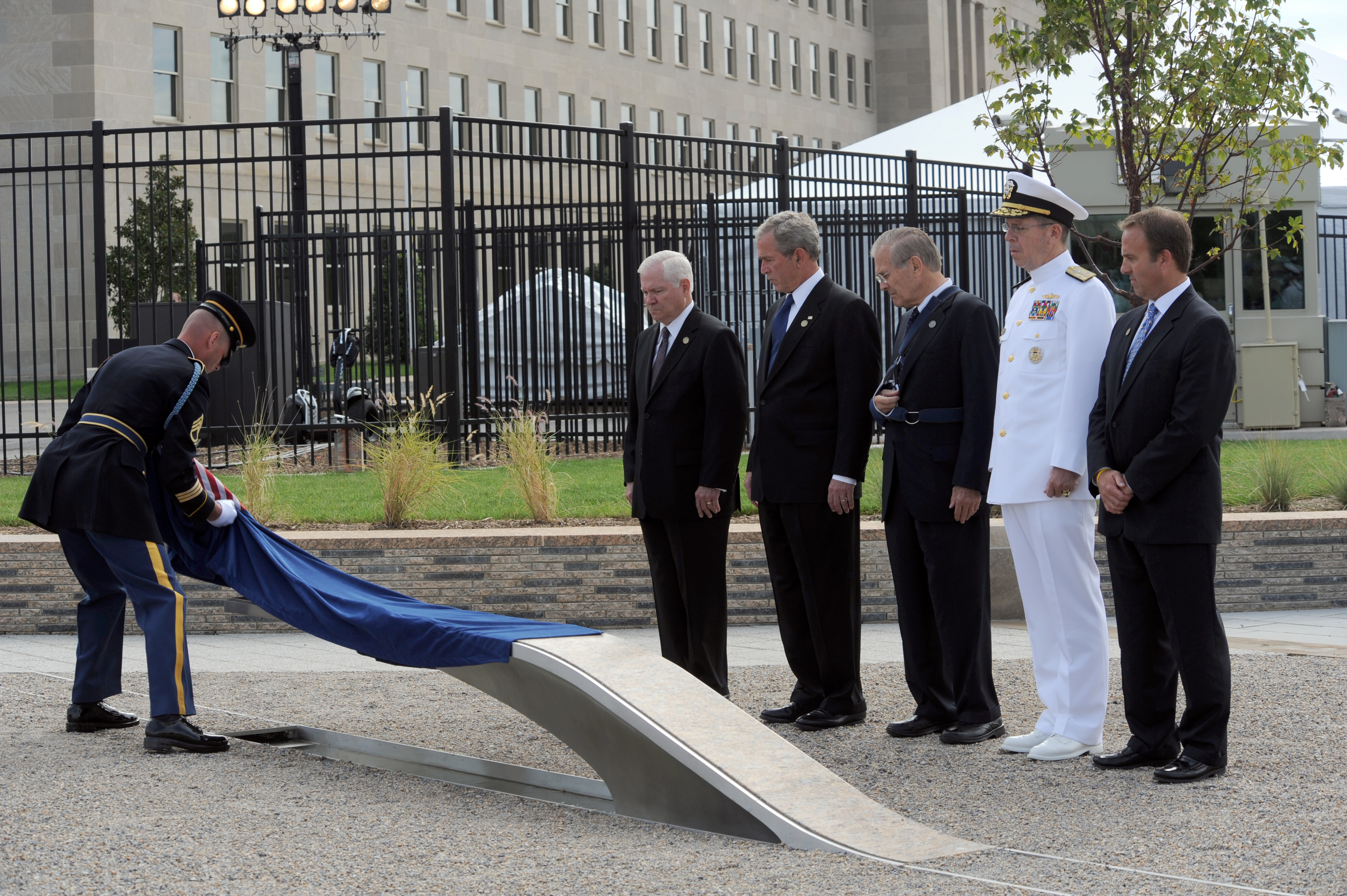
Die erste mit dem Namen eines Opfers beschriftete Denkmal-Bank bei der Einweihungszeremonie enthüllt

Erstes spontanes Gedenken fand unmittelbar nach dem Anschlag statt, eine riesige US-amerikanische Flagge wurde an der Westfassade aufgehängt. Sie wurde in einer feierlichen Zeremonie am 11. Oktober 2001 in Anwesenheit Präsidenten der Vereinigten Staaten von Amerika wieder eingeholt, damit der Wiederaufbau des Gebäudes beginnen konnte. Bei diesem Wiederaufbau, der etwa ein Jahr in Anspruch nahm, wurde die historische Fassade des Gebäudes rekonstruiert und hier zunächst nur eine Gedenktafel gesetzt. Im Inneren des Gebäudes wurde an der Einschlagstelle ein Ort des Gedenkens geschaffen, der aus einem interreligiösen Andachtsraum und einem Gedenkraum besteht, in dem die Opfer-Biografien präsentiert werden. Da dieser Gedenkbereich aus Sicherheitsgründen öffentlich nur ganz begrenzt zugänglich ist, sollte das durch einen öffentlichen Ort des Gedenkens ergänzt werden.
Deshalb wurde eine weitere Gedenkstätte auf der Fläche vor der Einschlagstelle des Flugzeugs in das Pentagon-Gebäude angelegt. Nachdem 2003 über den Entwurf entschieden worden war, begann eine Spendenaktion und am 15. Juni 2006 wurde der Grundstein gelegt. Am 1. August 2008 waren die Bauarbeiten abgeschlossen und die Gedenkstätte wurde am 11. September 2008 von US-Präsident George W. Bush eingeweiht. Mehr als 20.000 Menschen besuchten die Zeremonie, unter anderem der Vorsitzende der US-Joint Chiefs of Staff Michael Mullen und die ehemaligen US-Verteidigungsminister Donald Rumsfeld und Robert M. Gates. Die Kosten für das Denkmal betrugen $ 22 Mio.

## Bilder

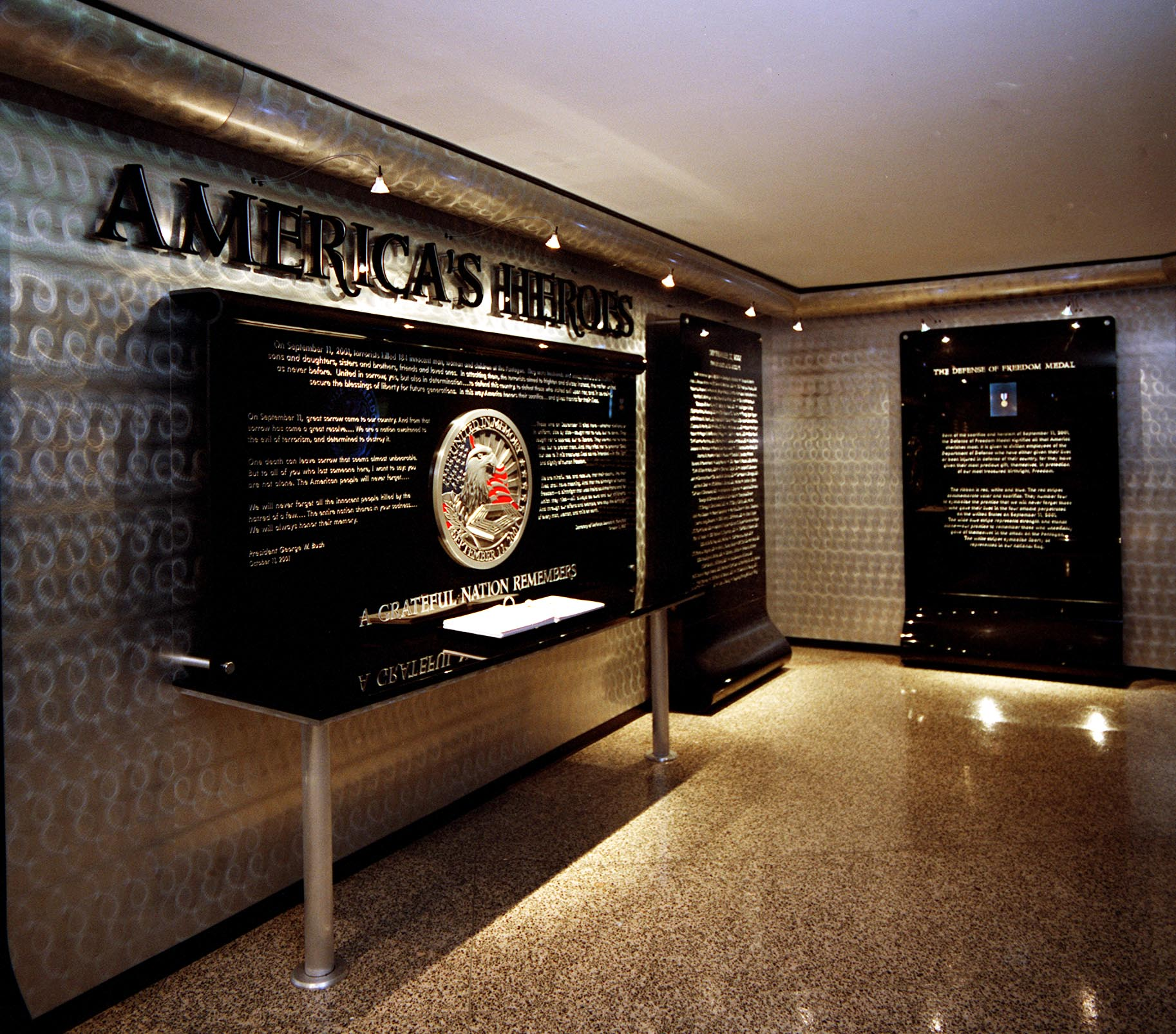
Das „America’s Heroes Memorial“ innerhalb des Pentagons
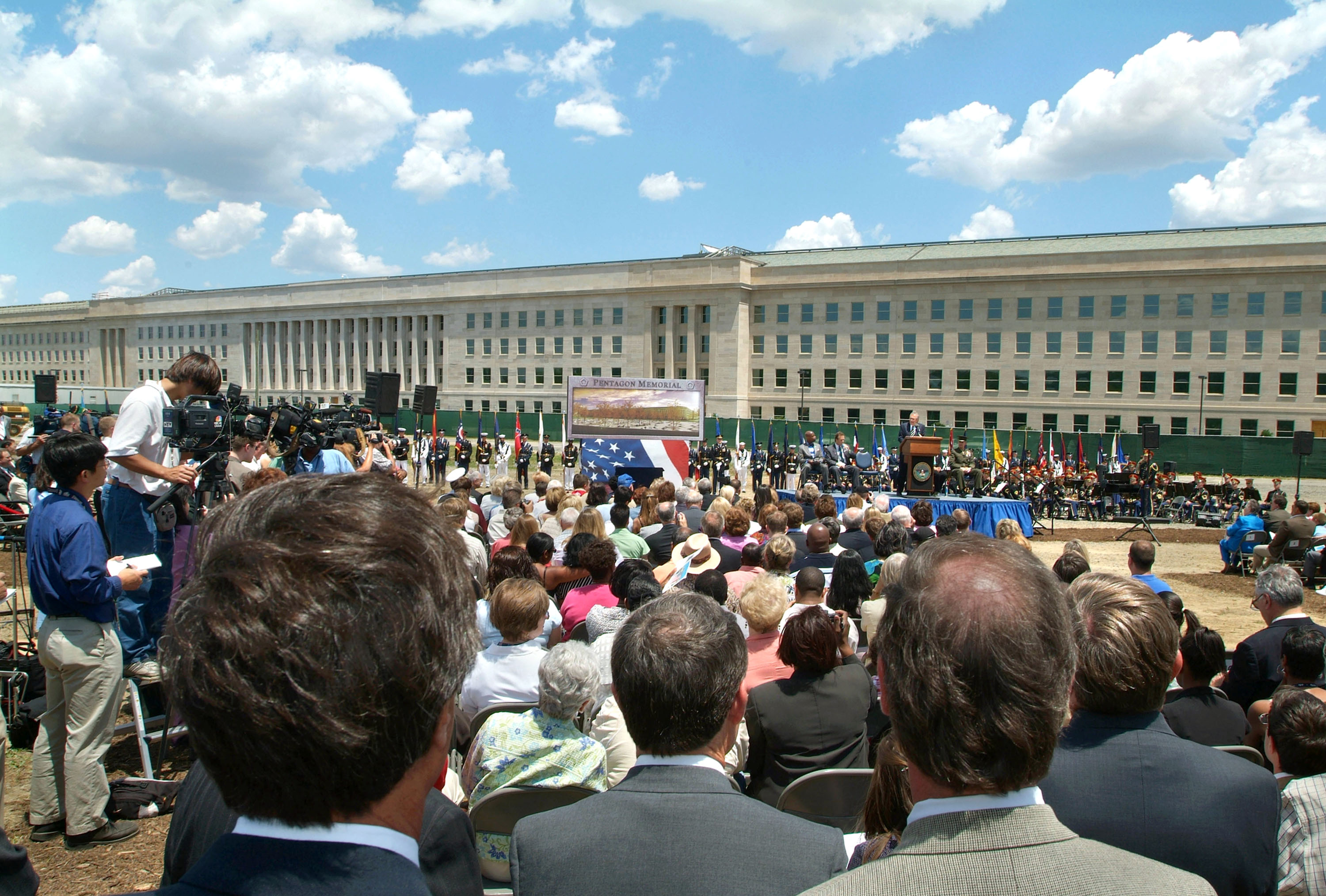
Zeremonie zum Baubeginn des Pentagon-Denkmals
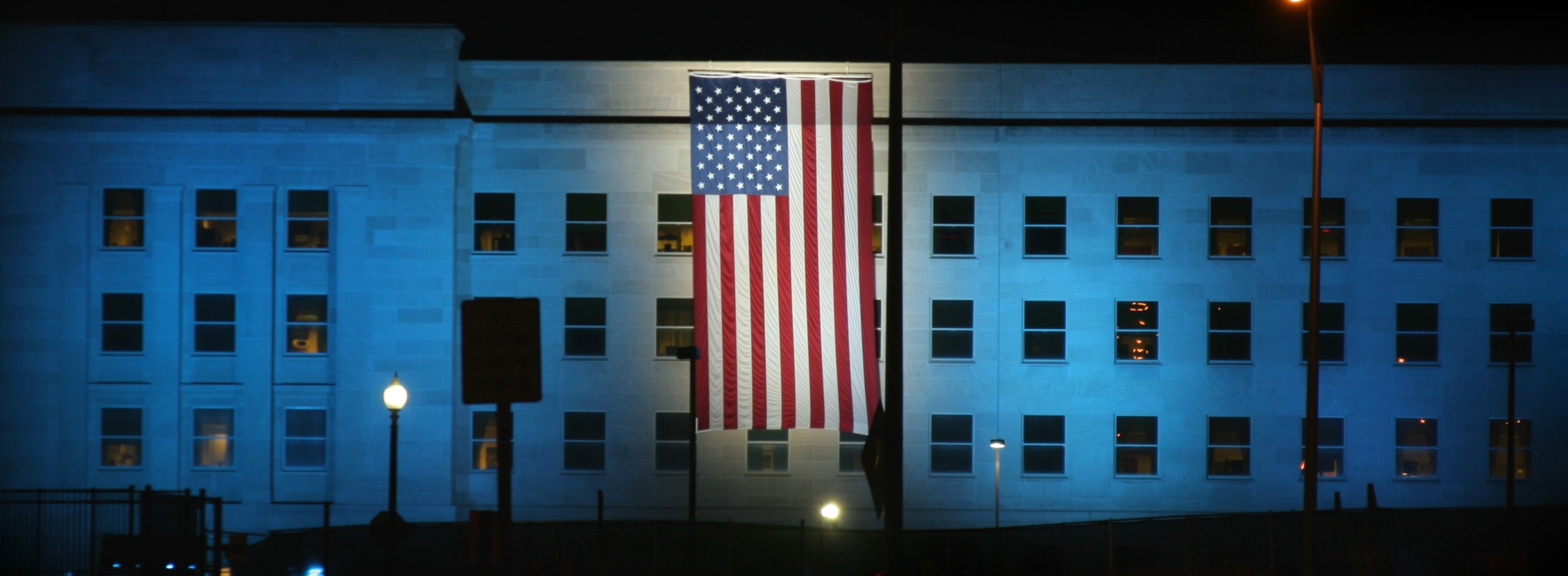
Das beleuchtete Pentagon zum sechsten Jahrestag des 11. September 2001
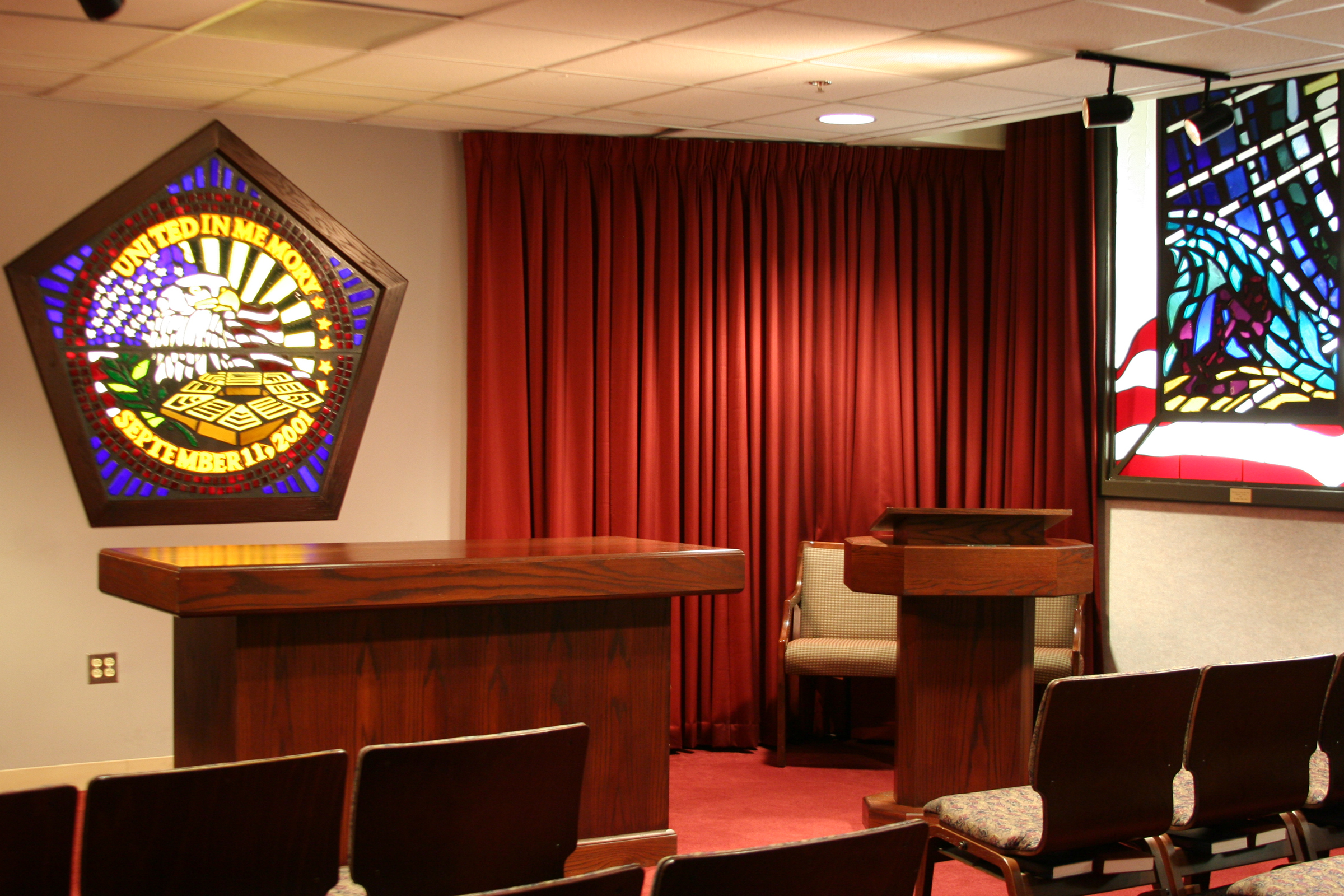
Die Pentagon-Kapelle
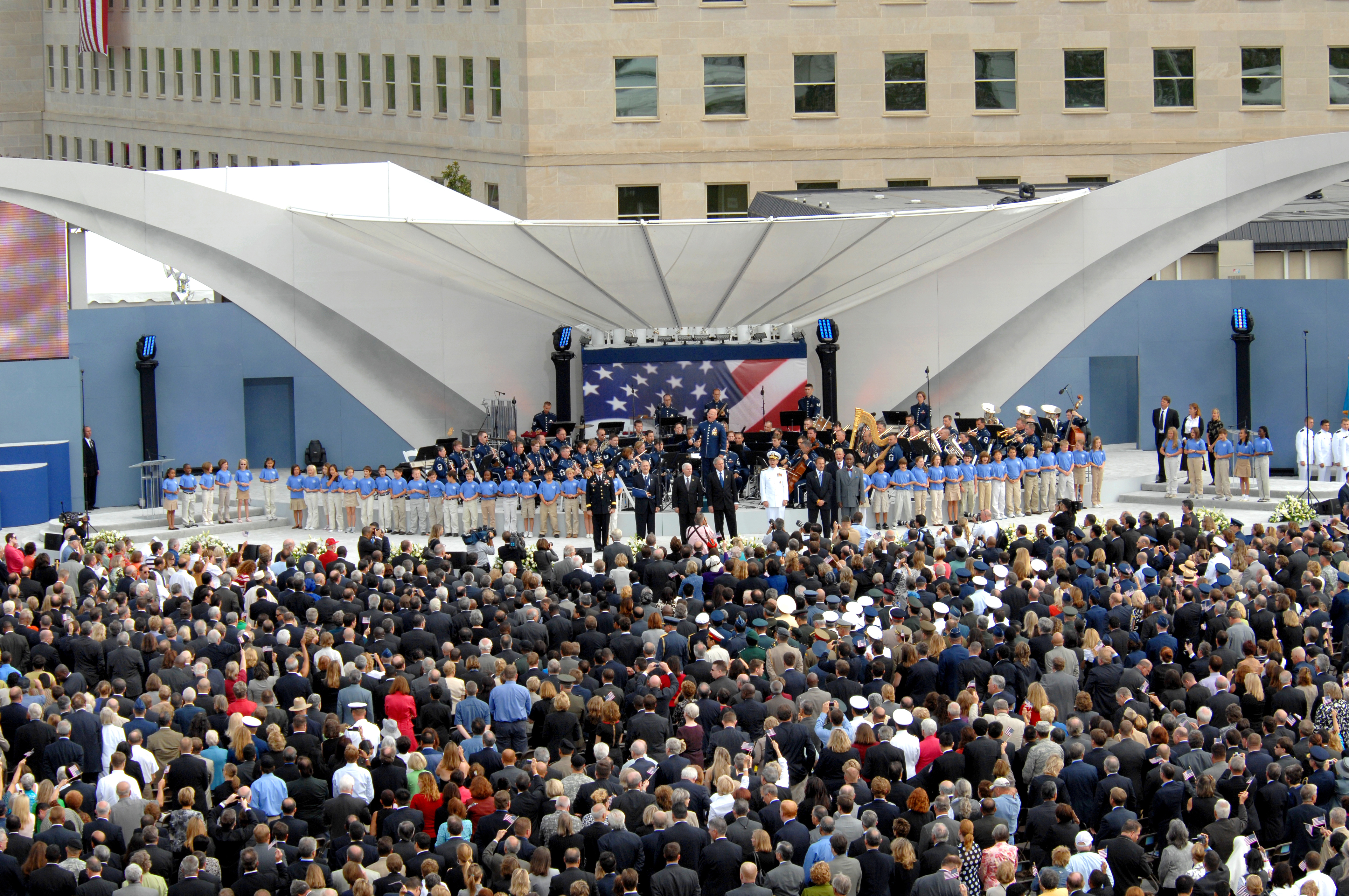
Zuschauer bei der Einweihungszeremonie am 11. September 2008